# B típusú madárodú

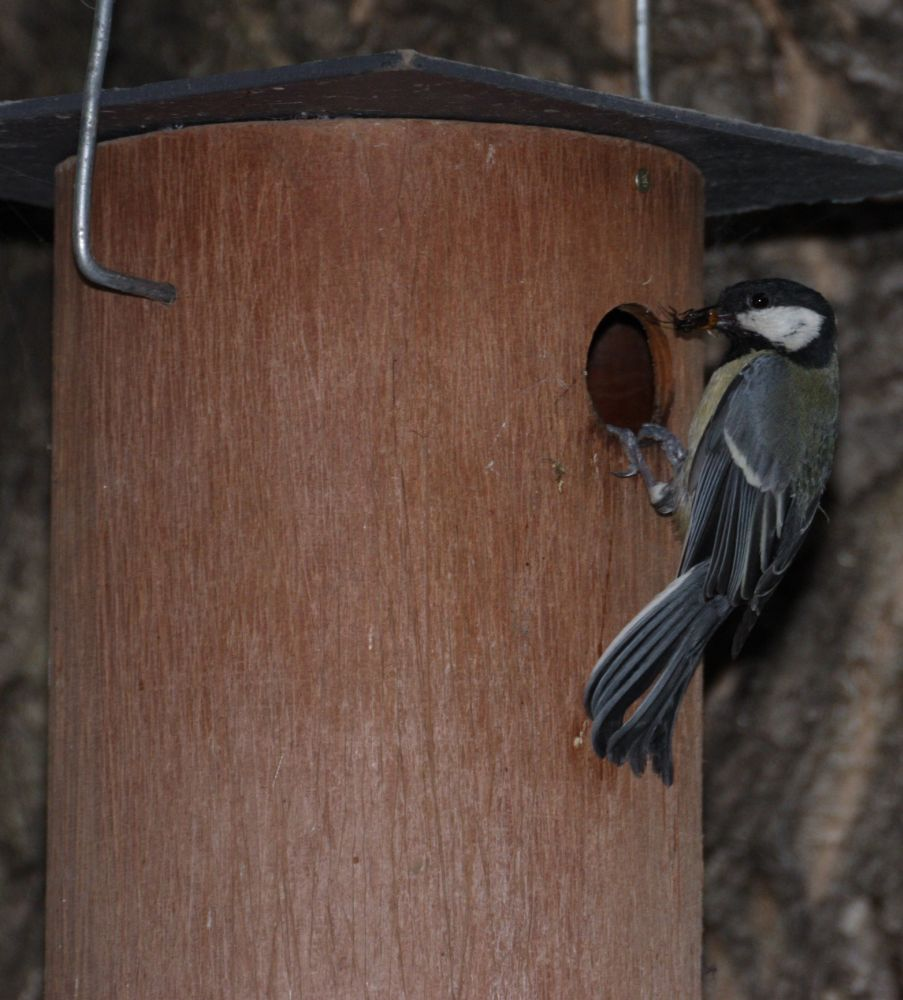
Széncinege mesterséges fészekodúban etet

A B típusú madárodú közepes röpnyílású mesterséges madárodú. A 32 mm-es röpnyílással elsősorban széncinege, csuszka és örvös légykapó számára, 46 mm-es röpnyílással nyaktekercs és seregély számára alkalmas. Gyakran kisebb testű fajok, mint a kék cinege és a barátcinege is elfoglalják.

## Elkészítése
Legkönnyebben egy 25–30 cm hosszúra vágott, 20–25 cm-es átmérőjű odvas fatörzsdarabból készíthető el, amelyre 32 mm-es vagy 46 mm-es röpnyílást kell fúrni, felül a csapadék ellen védő tetőt kell rögzíteni. Hasonló méretekkel deszkából összeszegezve is készíthető, illetve eternitcsőből esetleg megfelelő falvastagságú műanyag csőből is gyártható.

## Használata
A "B típusú madárodú" egyaránt használható kertek, parkok területén odúlakó madárfajok megtelepítésére és gyümölcsösökben, erdőkben a kártevő rovarok elleni védekezést szolgáló rovarevő madárállományok fészkelési lehetőségeinek megteremtésére. A kémiai növényvédelem elterjedése előtt a rovarevő madarak megtelepítése szolgálta elsősorban a biológiai növényvédelmet. Elterjesztését a Magyar Madártani Intézet számos kiadvány megjelentetésével szorgalmazta, többek között a madarak és fák napja rendezvényei keretében. Használatának elsődleges előnye, hogy ez az odútípus a legkönnyebben alkalmazkodó, elterjedt fajok, pl. széncinege, kék cinege, házi veréb, mezei veréb és a seregély számára alkalmas megtelepedését szolgálja.
A madárodút célszerű 1–6 m magasságban kifüggeszteni, olyan módon, hogy ahhoz a fészekpredátorok, mint a nagy pele, nyest, nyuszt ne férhessenek hozzá. A fészekodúban felhalmozódó fészekanyagban a paraziták bábjai, hosszú ideig életképesek maradhatnak, így a használt odvakat a madarak kisebb eséllyel foglalják el. Emiatt célszerű minden ősszel az odvakból a felgyűlt fészekanyagot eltávolítani és megsemmisíteni.